# Demetrius I. (Patriarch)
Demetrius I. (auch Dimitrios I., bürgerlich Dimitrios Papadopoulos; * 8. September 1914 in Tarabya am Bosporus bei Istanbul; † 2. Oktober 1991 in Istanbul) war vom 16. Juli 1972 bis zu seinem Tod Ökumenischer Patriarch von Konstantinopel und Ehrenvorsteher der orthodoxen Christenheit.
Nach dem theologischen Studium am Seminar von Chalki empfing er 1942 die Priesterweihe und war von 1945 bis 1950 Archimandrit und Pfarrer der griechisch-orthodoxen Gemeinde in der iranischen Hauptstadt Teheran. Als Seelsorger der Diaspora in mehrheitlich muslimischen Ländern erfreute er sich bei den Gläubigen besonderer Beliebtheit. 1964 zum Bischof geweiht, wurde er im Februar 1972 Metropolit der Inseln Imbros und Tenedos und Mitglied des Heiligen Synods von Konstantinopel. Nach dem Tod von Patriarch Athinagoras legte die türkische Regierung ihr Veto gegen die Wahl des Metropoliten Meliton von Chalkedon (zuvor von Helioupolis) ein, der als Wunschkandidat des Verstorbenen galt. Daraufhin wählte der Heilige Synod im Juli 1972 den Metropoliten Dimitrios zum Ökumenischen Patriarchen und 269. Nachfolger des Apostels Andreas.
In den 19 Jahren seines Pontifikats verfolgte Dimitrios I. die von seinem Vorgänger Athinagoras vorgegebenen panorthodoxen und ökumenischen Zielsetzungen diskret, aber konsequent weiter. 1979 empfing er Papst Johannes Paul II. im Phanar und vereinbarte mit ihm die Einsetzung der gemischten Kommission für den theologischen Dialog zwischen katholischer und orthodoxer Kirche mit dem gemeinsamen Auftrag, alle historischen, dogmatischen und rituellen Hindernisse für eine Wiedervereinigung schrittweise abzubauen. Die vorsichtige Annäherung des Ökumenischen Patriarchats an die Katholische Kirche und den Papst wurde durch das Problem der mit Rom unierten Kirchen des byzantinischen Ritus erschwert, weil sich die Ausdehnung des päpstlichen Rechtsprimats auf Teile der Ostkirche nach orthodoxem Verständnis nicht mit dem Grundsatz der Gleichberechtigung verträgt. 1987 kam es zu dem historischen Besuch des Ökumenischen Patriarchen bei Johannes Paul II. 1987 in Rom (Vatikanstadt). Der Unierten-Konflikt führte jedoch 1990 zur Suspendierung der theologischen Gespräche mit Rom.
Der Kollaps des kommunistischen Herrschaftssystems in Osteuropa begünstigte die Zusammenarbeit der orthodoxen Gliedkirchen und trug zur Stärkung der Vorrangstellung des Ökumenischen Patriarchats bei. Dimitrios I. besuchte das Moskauer Patriarchat ebenso wie das serbische, das rumänische, das bulgarische und das georgische und setzte sich für die Einberufung eines panorthodoxen Konzils ein. Im Weltkirchenrat in Genf trat er mit verschiedenen ökumenischen Initiativen hervor. 1989 erließ Dimitrios einen Gebetsappell an die ganze christliche Welt zur Bewahrung der Schöpfung (siehe auch Wikipedia-Artikel Schöpfungszeit).
Im Juli 1990 stattete Dimitrios den Vereinigten Staaten einen offiziellen Besuch ab. Er wurde im Kongress und im Weißen Haus mit allen einem Staatsoberhaupt vorbehaltenen protokollarischen Ehren empfangen und zelebrierte beim Lincoln Memorial in Washington einen Friedensgottesdienst. Auch im Hauptquartier der Vereinten Nationen in New York wurde er als Oberhaupt der Weltorthodoxie willkommen geheißen. Von dort aus richtete er eine Grußbotschaft an die islamische Welt.
Schwierig waren trotz seiner Konzilianz die Beziehungen zum türkischen Staat, der das Patriarchat nur als religiöse Institution der auf türkischem Territorium lebenden griechischen Minderheit anzuerkennen bereit ist. Bei einer Zusammenkunft mit Staatspräsident Turgut Özal im März 1990 betonte Dimitrios, dass sich die christliche Minorität in ihrer Existenz bedroht sehe. Islamistische und ultranationalistische Fanatiker belagerten wiederholt den Patriarchatspalast im Phanar, der 1940 niedergebrannt war und erst Ende der 1980er-Jahre wiederaufgebaut werden konnte. Sie wollten Dimitrios zu einer Verurteilung Griechenlands wegen angeblicher Diskriminierung von Muslimen zwingen. Die von den türkischen Behörden geduldete Blockade des Patriarchats am Goldenen Horn im Herbst 1991 setzte Dimitrios auch gesundheitlich zu. Nach einem schweren Herzinfarkt verstarb er im amerikanischen Hospital von Istanbul. Beigesetzt wurde er an der Seite seines Vorgängers Athenagoras im Marienkloster Balikli vor den Toren Istanbuls. Sein engster Mitarbeiter, Metropolit Dimitris Archondonis, das mit 51 Jahren jüngste Mitglied des Heiligen Synods, wurde als Bartholomäus I. zu seinem Nachfolger gewählt.